# Tiberiu (asociat, secolul al VI-lea)
Tiberius a fost fiul cel mic al împăratului Mauriciu și a Constantinei. A fost numit co-împărat împreună cu fratele său Teodosiu în 590, el guvernând provinciile balcanice. A fost ucis în 602 de uzurpatorul Focas.